# Anthophora clavicornis
Anthophora clavicornis är en biart som beskrevs av Fedtschenko 1875. Anthophora clavicornis ingår i släktet pälsbin, och familjen långtungebin. Inga underarter finns listade i Catalogue of Life.